# Novelas do Minho
Novelas do Minho é o título dado por Camilo Castelo Branco a um conjunto de oito novelas suas, que se situam na sua quase totalidade no Minho (norte de Portugal). Camilo Castelo Branco escreveu as Novelas do Minho influenciado por Balzac.[carece de fontes?]

## Lista de novelas
As novelas, com uma única edição em vida do autor, foram publicadas em doze volumes pela Livraria Editora Matos Moreira & Cia., entre 1875 e 1877. Os doze volumes foram assim arranjados:
- Gracejos que matam (Volume I, 1875)
- O comendador (Volume II, 1876)
- O cego de Landim (Volume III, 1876)
- A morgada de Romariz (Volume IV, 1876)
- O filho natural (Volumes V e VI, 1876)
- Maria Moisés (Volume VII em 1876 e Volume VIII em 1877)
- O degredado (Volume IX, 1877)
- A viúva do enforcado (Volumes X, XI e XII, 1877)

## Resumos

### Gracejos que matam
Numa tarde de verão, seis pessoas e o autor estão à beira-rio a conversar. Uma delas, Álvaro de Abreu, tenta impressionar a prima, Irene, fazendo troça de tudo e todos. Quando finalmente alguém perde a paciência e lhe responde, ele não perdoa. Reclama um duelo para limpar a honra, mas acaba ainda mais embaraçado pois não sabe esgrimir. A prima perde o interesse por ele quando aparece um outro homem em cena e o rancor cresce ainda mais. O que se segue é a história das seis personagens, e como o destino delas é afectado pelo pequeno incidente.

### O comendador
O comendador conta a história de Belchior Bernabé, um enjeitado, i.e. uma criança abandonada pela mãe à porta da igreja. Adoptado por uma viúva, ele vive em relativa paz até se apaixonar pela filha de um homem rico, a qual ele engravida. Furioso com a desonra, o pai dela e os irmãos dele arranjam maneira de o meterem na lista de recrutamento para o exército, e tranca a filha em casa. Com a ajuda de um parente, Belchior foge para o Brasil. Vinte anos depois, regressa a Portugal com outro nome e rico. Volta à aldeia e descobre que o que se passou com a apaixonada e o filho, e arranja maneira de finalmente se casar com ela.

### O cego de Landim
Narra a vida de António José Pinto Monteiro, conhecido como o cego de Landim, um ladrão, vigarista e delator que faz fortuna no Brasil, aliado a um rapaz que lhe que serve de apoio depois de ele ter perdido a vista, e a um polícia corrupto. Também se fala da afilhada do cego, Narcisa do «Bravo», uma tomboy, que chegando a adulta se torna numa agressiva virago. Casa, gastando a fortuna do marido submisso, que a deixa viúva ainda jovem. Acaba salteadora de estradas, para desgosto da irmã do cego, Ana das Neves, que depois de a acompanhar na prisão, vende tudo e vai com ela para o Brasil.

### A morgada do Romariz
Após herdar uma fortuna do seu irmão, Bento da Costa continua a viver na miséria por pura avareza, contando a quem o ouvir que o irmão se havia arruinado em Lisboa. Ninguém acredita nele, incluindo o filho que precisa da ajuda dele para se livrar do exército de onde desertara. A avareza e insistência do velho em negar a existência da herança vão ter impacto não só na sua vida e na do filho, como também na do neto, o pai da morgada do título.

### O filho natural
Vasco Marrameque é um fidalgo minhoto de uma grande família que se envolve com Tomásia, a filha do boticário. Ela foge de casa do pai e vivem algum tempo juntos, e esta engravida. Mas Vasco tem ambições políticas e consegue ser eleito deputado. Vai para Lisboa e abandona Tomásia. Esta, ferida na honra, recusa qualquer ajuda para si ou para o filho, excepto a do abade que Vasco enviara como portador da sua decisão. No mesmo dia, é informada da morte do pai e da herança da botica. Depois de recusar os avanços do novo gerente da botica, este demite-se deixando-a numa situação precária. Envia o filho para o Brasil a pedido do abade. Entretanto, Vasco havia casado com a filha de um conde falido. Durante alguns anos vive luxuosamente, mas depressa se arruína e volta "exilado" para o Minho com a família. É aí que o filho, que voltara rico do Brasil, o irá encontrar.

#### Relação com outras obras de Camilo
O Filho Natural é particularmente rico em autorreferências camilianas:
- Há uma referência à personagem que dá nome novela que se lhe segue: Maria Moisés.
- Vasco ao receber uma carta de Tomásia, acha nela "(...) uma simples reminiscência de certa 'Augusta' - personagem de um mau romance que então se lia chamado 'Onde Está a Felicidade' (...)
- O autor nota paralelismos entre Vasco e o protagonista d' A Queda dum Anjo, dizendo que também em Lisboa "(...) mais tarde se perdeu outro deputado de melhor casta - aquele Calisto Elói de Silos Benevides de Barbuda que eu chorei na Queda de Um Anjo."

### Maria Moisés
Na mesma noite que Josefa da Lage é encontrada a morrer à beira-rio, uma criança é encontrada num cesto de vime por Francisco Bragadas. Com 11 filhos seus, pede ajuda a um morgado, que com a irmã se tornam padrinhos da bebé e lhe chamam Maria Moisés. Como não têm herdeiros, a afilhada recebe a quinta na morte destes, e resolve tomar conta de outros enjeitados como ela. Infelizmente cai em dívidas e tem de vender a quinta. O comprador é António Queirós, que acabara de voltar do Brasil e que soubera à chegada que do seu amor por Josefa havia probabilidade de ter sobrevivido uma criança, que não é outra que Maria Moisés.

### O degredado
Conta a história de João do Couto, um rapaz espevitado, arruaceiro e almocreve na Samardã, que se apaixona pela bonita Rosa, mulher de Manuel Baptista, um barbeiro-cirurgião que o andava a tratar, e que se distinguira como bravo nas Guerras Peninsulares e amputador nas ambulâncias. Numa tarde de bebedeira, João confidenciou ao seu amigo Roxo os seus males de amor, e este disse-lhe que a única solução era tornar viúva a amada. João recusou liminarmente semelhante sugestão, mas quis o acaso que, montados numas mulas, se cruzassem na estrada com Baptista que, depois de deixar a mulher a recato num convento, cavalgava rumo ao Brasil para pedir ao rei o seu ingresso na Ordem de Cristo pelos seus feitos na guerra. Irritado, Roxo provocou-o, dando-lhe uma pontada numa perna. Houve acesa troca de palavras, Roxo sacou de um espeto de aço e logo ali ficou estendido com um tiro na cabeça. João ainda foi ferido, antes que os populares detivessem Baptista. Depois de julgado foi condenado ao degredo, partindo com a mulher para Moçambique, onde prosperaram. João parte então para o Alentejo, onde mata dois facínoras e por isso é preso e condenado também ao degredo, precisamente em Moçambique…
Quando lá chegou soube que o curandeiro-médico se finara recentemente e que Rosa era dona de uma padaria. Logo a procurou, reavivando-se o fogo da paixão, que não tardou a consumar-se. Casaram-se e amaram-se acesamente, enquanto ele alterava o seu nome para João Evangelista Vila Real. Passados alguns anos, rebenta em Moçambique uma revolta dos nativos. João, desde sempre vocacionado para a pancada, forma uma milícia que sai vitoriosa na repressão aos africanos, ao cabo de quase dois anos de luta, sendo aclamado pela população branca e pelas autoridades. Pede então que lhe seja comutada a pena de degredo, e que seja permitido o seu regresso a Portugal.
Assim aconteceu, mas a alegria foi de pouca dura. Quando se preparavam para regressar, Rosa morre subitamente de paludismo agudo e João adoece gravemente com um antraz na nuca. Faz um voto de que, se Deus o curasse, ao chegar à metrópole se casaria com a primeira "mulher perdida" que ali encontrasse. Passados dois dias fica curado. Depois de liquidar os seus negócios, embarcou para Lisboa, com bagagens e criados. Ali chegado, logo se apressou até à antiga estalagem onde se aboletava enquanto almocreve. Depara-se à porta com Clemência, uma mocetona, criada do lugar, fritando peixes, surpreendida com a chegada de um hóspede tão distinto. Prometido é devido, e não demora muito a pedi-la em casamento. Ambicioso, move influências para ingressar na Ordem de Cristo, o que lhe é concedido. João Evangelista parte então para Vila Real, distribuindo donativos entre os seus parentes pobres, que depressa o enxameiam, incluindo falsos primos. Foge então para o Porto, onde se torna proprietário e se exibe, passeando com a mulher, pejada de ouro. Vaidoso, o antigo e plebeu almocreve requereu, para o seu palacete, um brasão de armas, que lhe é concedido; um escudo com as armas dos Gonçalves, mercê de aldrabices genealógicas. Aos 77 anos apagou-se, sem deixar prole, e a viúva bisou núpcias com um sobrinho distante do finado.

### A viúva do enforcado
Teresa, a única filha de um comerciante de Guimarães, é uma moça devota até ao dia em que se encontra e apaixona por um jovem ourives. Perante a oposição do pai, e com a ajuda de um abade, eles casam e fogem para Espanha para fugir à ira do pai dela. Aí ela conhece Inês, a filha do alcaide da cidade onde se refugiam, que está apaixonada por António Maria, um outro português, que foge da forca por homicídio. Este e Inês estão noivos, mas quando Teresa enviúva de repente, a situação altera-se; António Maria declara-se a Teresa e eles decidem casar. Inês refugia-se em Madrid e mais tarde morre, deixando o alcaide desesperado. Este vinga-se fazendo António Maria cair nas mãos da justiça portuguesa, que o virá a enforcar.

## Adaptações
A novela A Viúva do Enforcado foi adaptada pela cadeia de televisão portuguesa SIC para uma minissérie em 1993, com sucesso comercial e crítico e protagonizada por Anabela Teixeira.